# Authadistis camptogramma
Authadistis camptogramma là một loài bướm đêm trong họ Noctuidae.